# Chengqu, Datong
 Chengqu är ett stadsdistrikt och säte för stadsfullmäktige i Datong i Shanxi-provinsen i norra Kina.
Chengqu översätts till svenska med "tätort".